# Main Theme
„Main Theme“ je instrumentální a šestá skladba v pořadí na albu Soundtrack from the Film More z roku 1969 od anglické progresivně rockové skupiny Pink Floyd.

## Sestava
- Roger Waters - baskytara, gong
- Rick Wright - varhany Farfisa
- David Gilmour - slide kytara
- Nick Mason - bicí, perkuse